# Comité de Estudios de Fenómenos Aéreos Anómalos
Sección de Estudios de Fenómenos Aéreos Anómalos o SEFAA (anteriormente conocido como Comité de Estudios de Fenómenos Aéreos Anómalos o CEFAA), es un organismo oficial de la Dirección General de Aeronáutica Civil, DGAC, perteneciente a la Fuerza Aérea de Chile, su misión es recopilar y estudiar todo antecedentes relevantes sobre Fenómenos Aéreos Anómalos (FANI) que se produzcan en el espacio aéreo de Chile, recepcionando información, analizando datos a través del método científico y determinar el riesgo a la seguridad de las operaciones aéreas y la seguridad nacional.

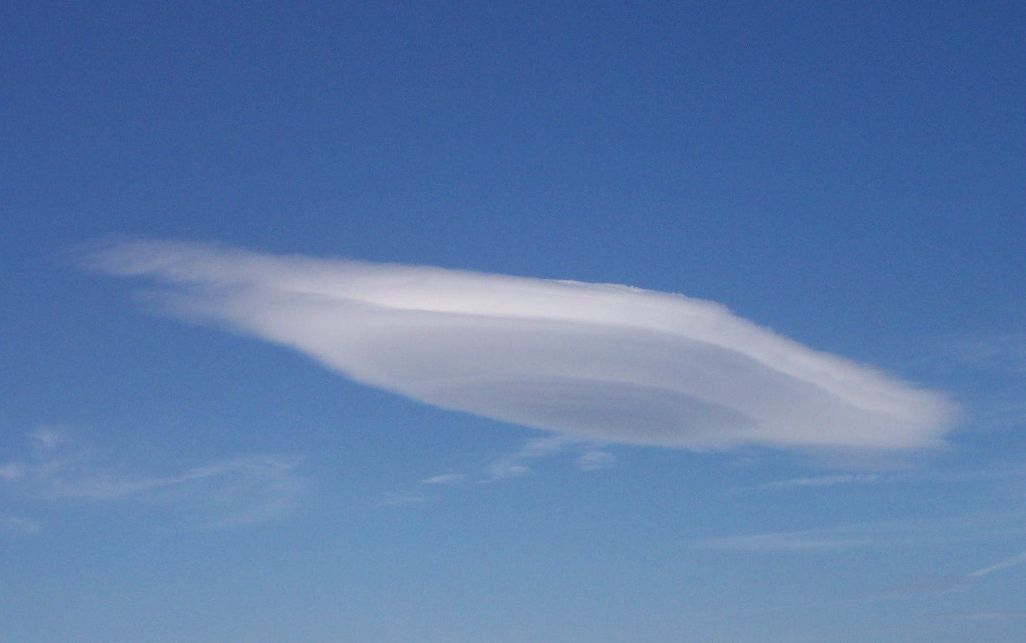
Fenómeno natural llamado "Nube lentícular"

## Historia
Si bien se creó el 3 de octubre de 1997, es en realidad es una continuación de la "Comisión Chilena para Estudios de Fenómenos Espaciales No Identificados"  creada el 9 de julio de 1968 organismo dependiente de la Oficina Meteorológica Nacional que funcionó hasta 1975. Su creación se debió a unos avistamientos en Arica a fines de marzo de ese año. Se invitó al controlador de tránsito aéreo Gustavo Rodríguez Navarro, quien llevaba años recopilando casos, quien aportó la idea y filosofía de la naciente institución.
La CEFAA tiene una dependencia del Ministerio de Defensa Nacional de Chile. Por Resolución de la DGAC N.º 01599 de fecha 3 de octubre de 1997 firmada por el director general de Aeronáutica Civil, General de Aviación, Gonzalo Miranda, se establecieron las bases del organismo dejando radicado la sede en la Escuela Técnica Aeronáutica (ETA) ubicada en la Quinta Normal, en Santiago. Actualmente sus oficinas están en Cerrillos al lado del Museo Nacional Aeronáutico y del Espacio.

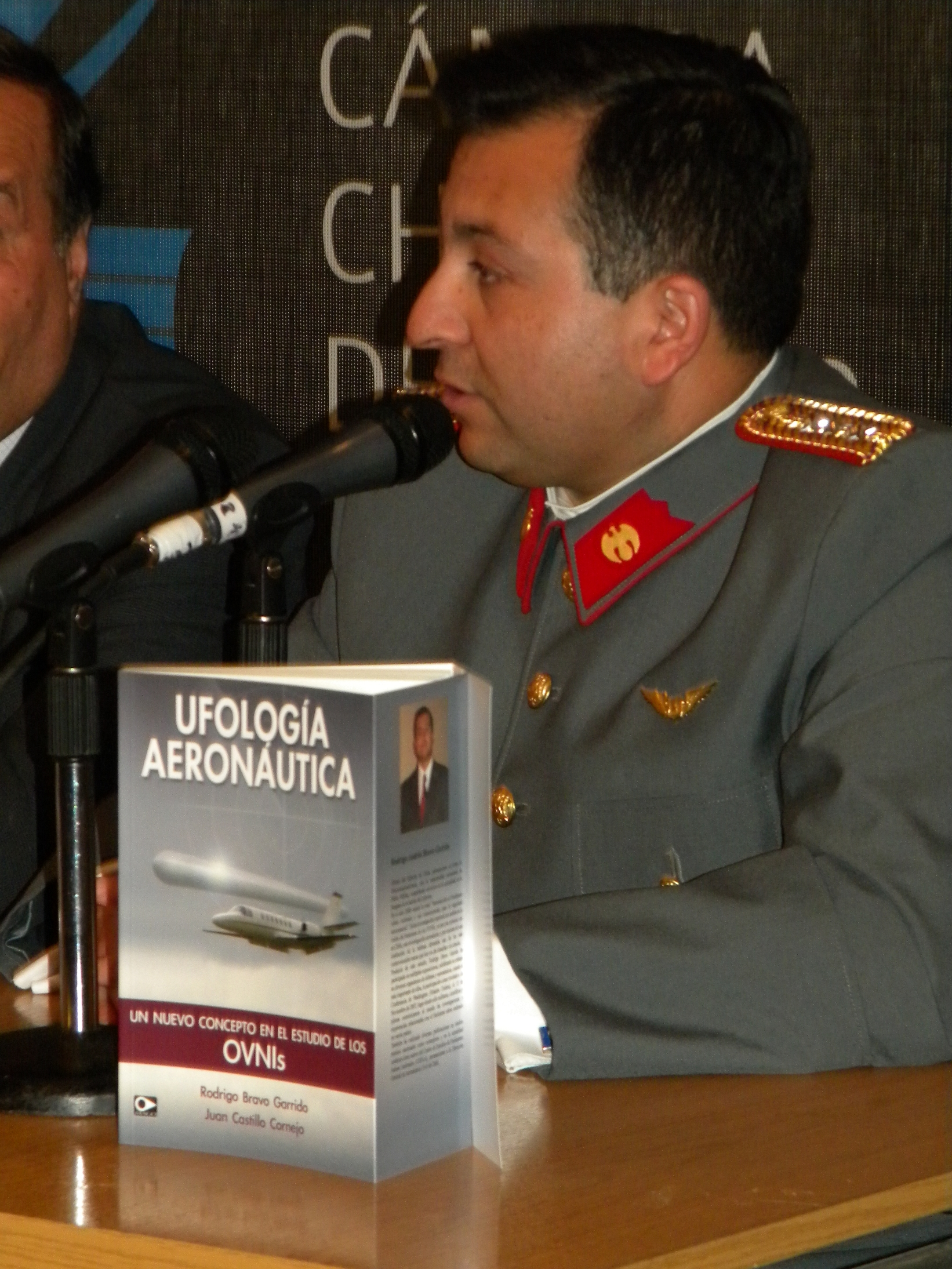
Lanzamiento de libro del oficial del Ejército de Chile, Rodrigo Bravo, Miembro Asesor de CEFAA

Durante décadas se han reportado numerosos casos de avistamientos de fenómenos aéreos tanto del público como en tripulaciones de aeronaves militares, comerciales, privadas, deportivas muchas de las cuales recibían gran cobertura de prensa. Dadas las dificultades de las características geográficas del país y el riesgo que representaban en seguridad se decidió disponer de un comité profesional el cual, recibiría los reportes con información sobre avistamientos, los sometería a una rigurosa investigación a cargo de especialistas aéreos, meteorológicos y un Comité Asesor de sicólogos, fotógrafos, físicos, etc. 

El día 18 de octubre de 2021 la Resolución Exenta N° 01599 que dispuso la creación del CEFAA fue derogada, y por Resolución Exenta N° 04 / 3 / 0113 / 1385 / el nombre de la oficina fue cambiado a Sección de Estudios de Fenómenos Aéreos Anómalos (SEFAA) y del Departamento Secretaría General de la DGAC pasó a depender del Departamento Comunicacional de la DGAC.

## Relación con la ufología
Si bien en publicaciones ufológicas se insiste en que se usan recursos fiscales para buscar alienígenas, la realidad es que en el Comité se evita ser confundidos con esa actividad.

"Nuestro objetivo no es investigar Ovnis ni seres alienígenas"
Hugo Camus.director del CEFAA 

Se evita utilizar el término OVNI  a pesar de que las investigaciones pueden nacer a partir de la denuncia de un supuesto avistamiento de lo que la gente llama  Objeto Volador No Identificado. Puesto que esa palabra está cargada de un sentido de búsqueda de vida extraterrestre, se prefiere denominar a los avistamientos como FANIs o Fenómenos Aéreos No identificados, lo que centra el tema en el fenómeno en si.

Chile es un país muy largo pero estrecho, lo que puede dificultar la persecución aérea y confirmación de datos. Por un tema de seguridad nacional y de vuelos, se decidió recibir todo tipo de denuncias, e investigar en forma científica, profesional, evitando el secretismo y el ridiculizar a testigos e informantes.